# Wimpelpedaalmot
De wimpelpedaalmot (Argyresthia dilectella) is een vlinder uit de familie van de pedaalmotten (Argyresthiidae). De spanwijdte van de vlinder bedraagt 7 tot 9 millimeter. De imago is moeilijk op naam te brengen. Het vlindertje komt verspreid over Noord- en Midden-Europa voor.

## Waardplanten
De waardplanten van de wimpelpedaalmot zijn jeneverbes en Chamaecyparis.

## Voorkomen in Nederland en België
De wimpelpedaalmot is in Nederland en in België een schaarse soort, die in Nederland vooral in het oosten gezien wordt, en in België vooral in Brabant. De soort vliegt van juni tot augustus.